# Jelena Dmitrijewna Mischina

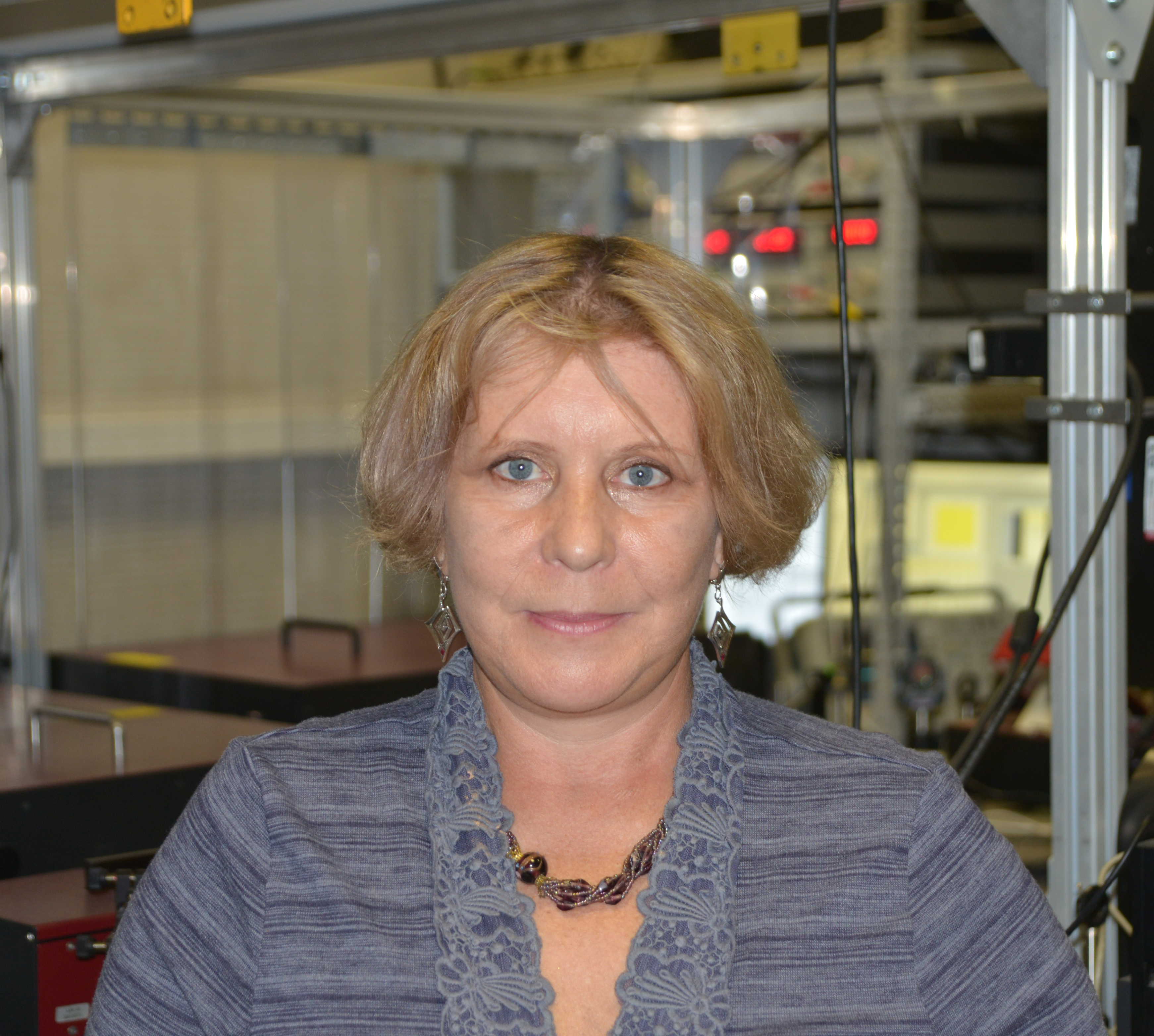
Jelena Dmitrijewna Mischina

Jelena Dmitrijewna Mischina (russisch Елена Дмитриевна Мишина; * 27. Mai 1957 in Swerdlowsk) ist eine sowjetische bzw. russische Physikerin und Hochschullehrerin.

## Leben
Mischina studierte an der Lomonossow-Universität Moskau (MGU) in der Physikalischen Fakultät (Fisfak) mit Abschluss 1980. Es folgte die dreijährige Aspirantur an der Fisfak.
Ab 1983 arbeitete Mischina im Moskauer Institut für Radiotechnik, Elektronik und Automatik (MIREA, seit 2018 Russische Technologische Universität (RTU-MIREA)). Ihre Dissertation verteidigte sie 1984 mit Erfolg für die Promotion zur Kandidatin der physikalisch-mathematischen Wissenschaften.
Mischina wurde Leiterin des Laboratoriums für Nanotechnologie-Femtosekunden-Optik des Lehrstuhls für Nanoelektronik des MIREA. Sie verteidigte 2004 ihre Doktor-Dissertation über nichtlinearoptische Diagnostik der Mikroelektronik-Materialien mit Erfolg für die Promotion zur Doktorin der physikalisch-mathematischen Wissenschaften. Die Ernennung zur Professorin erfolgte 2013. Sie betreute 9 Kandidat-Dissertationen.

## Ehrungen, Preise
- Komsomol-Preis (1988) für neue Methoden der nichtlinearoptischen Diagnostik auf Grenzflächen in Halbleitern und Metallen[4]
- Ehrenurkunde des Bildungsministeriums der Russischen Föderation
- MIREA-Ehrenmitarbeiterin III. Klasse